# Рутенат бария
Рутенат бария — неорганическое соединение, 
соль металла бария и несуществующей рутениевой кислоты
с формулой BaRuO4,
красные кристаллы,
мало растворяется в воде,
образует кристаллогидрат.

## Получение
- Сплавление диоксида рутения с пероксидом бария:

{\displaystyle {\mathsf {RuO_{2}+BaO_{2}\ {\xrightarrow {T}}\ BaRuO_{4}}}}

## Физические свойства
Рутенат бария образует красные кристаллы
гексагональной сингонии, пространственная группа P 63/mmc, параметры ячейки a = 0,5787 нм, c = 0,8491 нм, Z = 2.
Мало растворяется в воде.
Растворы неустойчивы и имеют оранжево-красный цвет.
Образует кристаллогидрат состава BaRuO4•H2O.